# دبليو. بريت كالهون
دبليو. بريت كالهون (بالإنجليزية: W. Bret Calhoun)‏ هو فارس أمريكي، ولد في 12 مايو 1964م في دالاس في الولايات المتحدة.
بدأ كالهون مسيرته الإحترافية سنة 1993م، فاز بأول جائزة له في الفاتح من أبريل من سنة 1994م. في 2008م فاز بريت بسباق كنتاكي ديربي (بالإنجليزية: Kentucky Derby)الذي يقام بولاية كنتاكي حيث يعد هذ السباق من أكبر وأهم مهرجان لسباقات الخيل في الولايات المتحدة الأمريكية وهو من الفئة الأولى لسباقات الخيل المهجنة الأصيلة من نوع الثوروبيريد (بالإنجليزية: thoroughbredhorses).
في سنة 2008 جاء بريت في المركز الرابع بين المتسابقين في الولايات المتحدة الأمريكية، حيث انه فاز ب 228 سباق ليحصل بذلك على ما قيمته 5,226,163 دولار .